# غوتيت
الغوتيت (أو الجوتيت) هو معدن من معادن الأكسيد الهيدروكسيدية من مجموعة الدياسبور، ويتكون كيميائياً من أكسيد هيدروكسيد الحديد الثلاثي من النمط ألفا α.
يعد هذا المعدن شائع الانتشار في القشرة الأرضية، وعرف منذ الزمن القديم، إذ كان يستخدم ضمن الخضب وكان يدخل ضمن تركيب المغرّة البنية المصفرة. إلا أن أول وصف علمي كان سنة 1806 لعينات استخرجت من منجم بالقرب من بلدة هردورف الألمانية؛ وسمي بهذا الاسم على شرف الأديب الألماني يوهان غوته.